# Henche
Henche – gmina w Hiszpanii, w prowincji Guadalajara, w Kastylii-La Mancha, o powierzchni 23,05 km². W 2011 roku gmina liczyła 104 mieszkańców.